# 藤本義一 (洋酒研究家)
藤本 義一（ふじもと ぎいち、1927年11月1日 - 1999年10月18日）は、日本の洋酒研究家、コピーライター、編集者。兵庫県神戸市出身。

## 略歴
1927年（昭和2年）、兵庫県神戸市に生まれる。幼少時から詩作に親しむ。戦時中は兵役に採られたが、復員後は古書店の経営を始め、1946年（昭和21年）に詩人の竹中郁の薦めで同人詩誌『航海表』を発刊する。1948年（昭和23年）、こどもの詩誌「きりん」の編集部に就職。当時の編集部には師竹中郁のほか井上靖らがいた。数年後「きりん」が一時的な休刊となり、藤本は同じく雑誌社の太陽社に転職。「太陽」の廃刊に伴い、神戸市の社会教育課に移った後に広告業界に入る。スモカ歯磨とさくらクレパスの編集者を経て、1959年（昭和34年）に株式会社壽屋宣伝部に入社。1965年（昭和40年）に東京に転勤。社内報『まど』に洋酒に関する記事を発表する一方、開高健らとともにベ平連に参加し、反戦運動にも力を注ぐ。1973年（昭和48年）、サントリー在職中のままワイン相談室長を兼任し、日本ワイン協会専務理事を務めたほか、日蘭学会、蘭学資料研究会、日本風俗史学会の会員なども歴任した。1960年代後半からワインに関する著書を数多く発表し、洋酒の普及紹介に努めた。1999年10月18日、胃癌のため死去。71歳没。

## 著書
特記あるもの以外は絶版。
- 『洋酒伝来』　東京書房社/創元社/TBSブリタニカ　1968年/1975年/1992年
- 『洋酒夜話』　東京書房社　1968年
- 『洋酒紀行』　同上　1973年
- 『ワイン入門』　池田書店　1974年
- 『ワインと洋酒のこぼれ話』　日本経済新聞社/文藝春秋/第三書館　1977年/1987年/1999年　刊行中
- 『洋酒のはなし』（梅田晴夫との共著）　東京アド・バンク　1979年
- 『カクテルと洋酒百科』　金園社　1984年
- 『とっておき ワインと洋酒の物語』　PHP研究所/第三書館　1984年/1998年　刊行中
- 『洋酒物語』　廣済堂　1992年

## 補足事項
- 藤本が神戸市の社会教育課に籍を置いていた時期、今日の市民大学の魁となる公開講座を開講していた。講師として招かれた人物には塩尻公明、宮田喜代蔵、樺俊雄、島雄敏雄などがいた。

## 関連人物
- 開高健
- 佐々木侃司
- 須田剋太：藤本がスモカ歯磨在職中に広告の絵を担当。
- 竹中郁